# Élections municipales andorranes de 2015
Les élections municipales andorranes de 2015 ont eu lieu le 13 décembre 2015 afin de renouveler les membres des conseils municipaux (consells de comú). La Loi électorale permet aux conseils municipaux de choisir leur nombre de sièges , qui doit être un nombre pair entre 10 et 16.

## Forces en présence

### Partis nationaux
- Le Parti social-démocrate;
- Le parti Démocratie sociale et progrès présente des listes sous le nom de Bon sens;
- Les Libéraux d'Andorre, alliés avec une liste communale à Sant Julià de Lòria;
- Les Démocrates pour Andorre, alliés avec des listes municipales à Encamp et Ordino;

### Listes municipales indépendantes
- Citoyens engagés à La Massana;
- Lauredia en commun à Sant Julià de Lòria.

### Partis absents
Comme aux élections législatives de mars 2015, les partis Andorre pour le changement et Rénovation démocrate sont absents. Les Verts d'Andorre, qui étaient présents aux législatives au sein de la Coalition Junts, sont absents lors de ces élections.

## Résultats

### Nationaux

Liste arrivée en tête par paroisse

|                          | Démocrates pour Andorre                  | 4 959  | 37,06 | 45 | 17            |  |  |
|                          | Libéraux d'Andorre                       | 3 498  | 26,14 | 10 | Nv            |  |  |
|                          | Parti social-démocrate                   | 2 022  | 15,11 | 5  | 3             |  |  |
|                          | Citoyens engagés                         | 1 330  | 9,94  | 11 | 2             |  |  |
|                          | Lauredia en commun                       | 991    | 7,41  | 9  | Nv            |  |  |
|                          | Bon sens (Démocratie sociale et progrès) | 580    | 4,33  | 0  | Nv            |  |  |
|                          |                                          |        |       |    |               |  |  |
| Suffrages exprimés       | Suffrages exprimés                       | 13 380 | 87,68 |    |               |  |  |
| Votes blancs             | Votes blancs                             | 1 606  | 10,52 |    |               |  |  |
| Votes invalides          | Votes invalides                          | 274    | 1,80  |    |               |  |  |
| Total                    | Total                                    | 15 260 | 100   | 80 | en stagnation |  |  |
| Abstentions              | Abstentions                              | 9 849  | 30,22 |    |               |  |  |
| Inscrits / participation | Inscrits / participation                 | 25 109 | 60,78 |    |               |  |  |

### Par paroisse

#### Canillo
| Parti         | Parti                                  | Votes | Votes | Sièges |
| Parti         | Parti                                  | Voix  | %     | Sièges |
| ------------- | -------------------------------------- | ----- | ----- | ------ |
|               | Démocrates pour Andorre + Indépendants | 328   | 100   | 10     |
| Blancs / Nuls | Blancs / Nuls                          | 226   |       |        |
| Total         | Total                                  |       |       | 10     |

#### Encamp
| Parti         | Parti                                          | Votes | Votes | Sièges |
| Parti         | Parti                                          | Voix  | %     | Sièges |
| ------------- | ---------------------------------------------- | ----- | ----- | ------ |
|               | Parti social-démocrate + Indépendants          | 504   | 25,64 | 2      |
|               | Libéraux d'Andorre + Indépendants              | 632   | 32,15 | 2      |
|               | Unis pour le progrès + Démocrates pour Andorre | 830   | 42,22 | 8      |
| Blancs / Nuls |                                                |       |       |        |
| Total         | Total                                          |       |       | 12     |

#### Ordino
| Parti         | Parti                                               | Votes | Votes | Sièges |
| Parti         | Parti                                               | Voix  | %     | Sièges |
| ------------- | --------------------------------------------------- | ----- | ----- | ------ |
|               | Libéraux d'Andorre + Indépendants                   | 451   | 41,34 | 2      |
|               | Action communale d'Ordino + Démocrates pour Andorre | 640   | 58,66 | 8      |
| Blancs / Nuls |                                                     |       |       |        |
| Total         | Total                                               |       |       | 10     |

#### La Massana
| Parti         | Parti                   | Votes | Votes | Sièges |
| Parti         | Parti                   | Voix  | %     | Sièges |
| ------------- | ----------------------- | ----- | ----- | ------ |
|               | Citoyens engagés        | 1330  | 77,55 | 11     |
|               | Démocrates pour Andorre | 385   | 22,45 | 1      |
| Blancs / Nuls |                         |       |       |        |
| Total         | Total                   |       |       | 12     |

#### Andorra la Vella
| Parti         | Parti                                                   | Votes | Votes | Sièges |
| Parti         | Parti                                                   | Voix  | %     | Sièges |
| ------------- | ------------------------------------------------------- | ----- | ----- | ------ |
|               | Parti social-démocrate + Indépendants                   | 996   | 27,61 | 2      |
|               | Bon sens (Démocratie sociale et progrès) + Indépendants | 418   | 11,59 | 0      |
|               | Coalition des indépendants + Libéraux d'Andorre         | 904   | 25,06 | 2      |
|               | Démocrates pour Andorre +Indépendants                   | 1289  | 35,74 | 8      |
| Blancs / Nuls |                                                         |       |       |        |
| Total         | Total                                                   |       |       | 12     |

#### Sant Julià de Lòria
| Parti         | Parti                                   | Votes | Votes | Sièges |
| Parti         | Parti                                   | Voix  | %     | Sièges |
| ------------- | --------------------------------------- | ----- | ----- | ------ |
|               | Libéraux d'Andorre + Union "Laurediana" | 977   | 49,64 | 3      |
|               | Lauredia en commun                      | 991   | 50,36 | 9      |
| Blancs / Nuls |                                         |       |       |        |
| Total         | Total                                   |       |       | 12     |

#### Escaldes-Engordany
| Parti         | Parti                                                   | Votes | Votes | Sièges |
| Parti         | Parti                                                   | Voix  | %     | Sièges |
| ------------- | ------------------------------------------------------- | ----- | ----- | ------ |
|               | Parti social-démocrate + Indépendants                   | 522   | 19,30 | 1      |
|               | Bon sens (Démocratie sociale et progrès) + Indépendants | 162   | 5,99  |        |
|               | Libéraux d'Andorre                                      | 534   | 19,74 | 1      |
|               | Démocrates pour Andorre                                 | 1487  | 54,97 | 10     |
| Blancs / Nuls |                                                         |       |       |        |
| Total         | Total                                                   |       |       | 12     |